# Max Bill
Max Bill (Winterthur, 22 dicembre 1908 – Berlino, 9 dicembre 1994) è stato un architetto, pittore, scultore, designer e grafico svizzero.

## Biografia

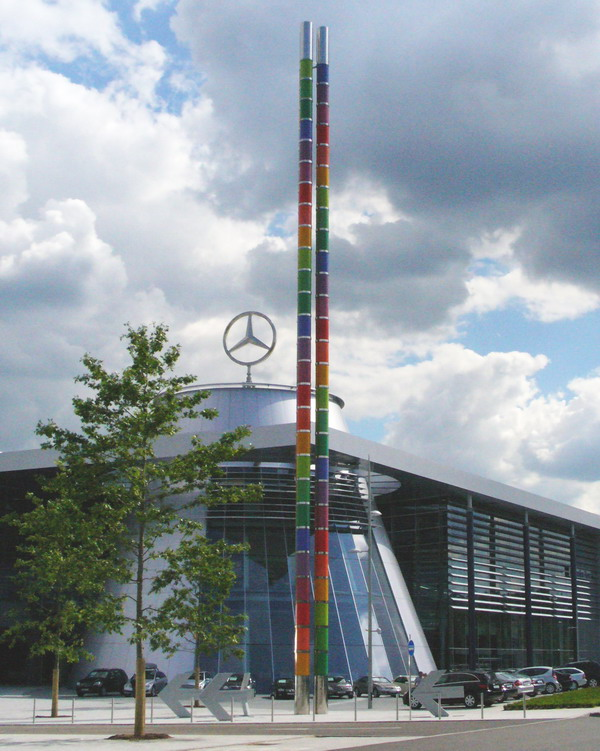
Max Bill: gli obelischi policromi bildsülen- dreiergruppe per il centro direzionale della Mercedes-Daimler-Chrysler a Stoccarda, 1989.

Ciò che sorprende nell'opera di Max Bill è senza dubbio la estrema poliedricità delle sue attività artistiche. Questo autore riunisce in sé l'intero campo delle arti visive essendo architetto, designer, pittore scultore e grafico, nonché teorico delle varie forme d'arte a cui contribuì. Un vero crocevia, un genio multiforme, delle arti del XX secolo.
La sua formazione iniziò come argentiere nella scuola di arti applicate di Zurigo. Ma presto, nel 1927, venne attirato da quello straordinario fenomeno culturale che fu il Bauhaus nella sede di Dessau. In questo ambito fu allievo di artisti di massimo livello tra cui Vasily Kandinsky, Paul Klee e Walter Gropius.
Nel 1929 aprì l'attività di architetto a Zurigo. Nel 1931 sposò Bina Spoerri, con la quale condivise le future esperienze. Negli anni successivi ebbe incontri con i maggiori artisti dell'epoca.
Dal 1932 al 1936 Bill fu membro del gruppo parigino  Abstraction-Création nella cui galleria espose per la prima volta nel 1933.
Nel 1937 partecipò al V CIAM (Congrès Internationaux d'Architecture Moderne). In quell'anno aderì ad Allianz, unione dei moderni artisti svizzeri.
Dagli anni quaranta e soprattutto nel dopoguerra, Bill diventò una delle maggiori figure di riferimento in Svizzera per l'arte contemporanea, assumendo diversi incarichi istituzionali, nazionali e internazionali. Si ricorda che tra le altre cose egli fu membro della commissione elvetica per l'arte dal 1961 al 1969, o membro del consiglio nazionale svizzero 1967 al 1971.
Nella lunga carriera Max Bill ebbe continui contatti con i maggiori artisti del suo secolo, rappresentando l'arte svizzera ai più alti livelli. Tra gli architetti e gli artisti con cui scambiò contatti, oltre ai maestri suddetti, si possono ricordare: Le Corbusier, Ludwig Mies van der Rohe, Charles Eames, Piet Mondrian, Georges Vantongerloo, Hans Arp, Max Ernst e altri ancora.
Max Bill fu anche profondamente impegnato nella didattica e assai ampia è stata la sua influenza sulle successive generazioni. La didattica iniziò dal 1948, tenendo alcuni corsi all'Istituto Tecnico Superiore a Darmstadt.
Nel 1951 fu cofondatore dell'Istituto Superiore per la progettazione "Hochschule für Gestaltung" a Ulma (HfG Ulm), con Inge Scholl, Otl Aicher, e Hans Werner Richter diventandone il rettore. Fu anche il direttore delle sezioni architettura e forma-prodotto. L'impresa si pose sin dall'inizio come naturale prosecuzione ed evoluzione dei principi del Bauhaus. Questo istituto, il più innovativo di quegli anni, ebbe una enorme influenza nel campo dell'Industrial Design, tanto da creare una tendenza nota come scuola di Ulm. Nel 1957 Bill abbandonò la scuola perché non ne condivideva più le linee guida, come spiegò dettagliatamente lui stesso. Dal 1967 al 1974 assunse la cattedra di progettazione ambientale all'Istituto superiore delle arti figurative di Amburgo.
Numerosi furono i riconoscimenti che gli furono attribuiti negli anni. Tra i molti si possono citare: Gran Premio alla Triennale di Milano 1951, membro onorario dell'American Institute of Architects nel 1964, membro del Consiglio Nazionale Svizzero 1967-1971, membro dell'Accademia delle Arti, Berlino 1972, consigliere onorario dell'Unione Internazionale delle Arti Decorative (UNESCO) 1973, laurea honoris causa in Ingegneria dell'Università di Stoccarda 1979, premio Marconi per arte e scienza, Bologna 1988, premio imperiale in Giappone 1993, laurea honoris causa in scienze tecniche dell'Istituto Tecnico Superiore Elvetico, Zurigo 1994.
Negli anni settanta e ottanta Max Bill si dedicò principalmente all'arte. Morì nel 1994 all'età di 86 anni.

## Bill architetto
Max Bill diede grande importanza alla sua attività di architetto, tanto che le sue carte intestate non mancarono mai del titolo. Egli progettò e costruì alcuni edifici. Fu, inoltre, assai attivo nel campo del design.
La sua opera di architetto prese avvio dal Funzionalismo di marca mitteleuropeo, ma evolse verso una peculiare interpretazione: il suo contributo si può individuare in un estremo e rigoroso essenzialismo, che poco concede alla forma esteriore. Per certi versi le sue opere anticipano la corrente minimalista degli anni ottanta. Dopo un periodo di oblio, si assiste oggi a una notevole rivalutazione di questa sua attività che lo pone come precursore dell'architettura minimalista.
Le opere architettoniche di Max Bill, in verità, non furono molte ma furono sempre frutto di grande approfondimento ed ebbero una certa risonanza.
Di seguito si fornisce un elenco delle opere più note.
- 1932-1933 la prima Casa Atelier a Zurigo, quartiere Hoengg, costruito con parti in cemento prefabbricato.
- 1942 la seconda Casa Atelier a Zurigo, quartiere Bremgarten.
- 1951-1956 Complesso scolastico della Hochschule für Gestaltung a Ulma (detta anche HfG-Ulm). Questa fu certamente la sua opera architettonica più famosa e così rimane all'oggi.
- 1952 Progetto per il monumento al prigioniero politico ignoto per il concorso dell'Institute of Contemporary Arts di Londra.
- 1955 Padiglione della città di Ulma all'esposizione di Stoccarda.
- 1957 Cinema Cinebox a Neuhausen.
- 1960-1961 Casa Fleckhaus a Odenthal.
- 1962-1967 Ponte in cemento armato a Lavina Toebl  (in collaborazione con lo studio d'ingegneria Ros).
- 1964-1974 Estensione della sede della Radio Nazionale Svizzera, a Zurigo (in collaborazione con Willy Rust).
- 1967 - 1968 l'ultima sua Casa Atelier e residenza a Zumikon.
- 1980 Progetto per un Museo di arte contemporanea a Firenze, (in collaborazione con Willy Rust).

Bill progettò inoltre gli allestimenti di molte esposizioni tra cui si rammenta quella da lui stesso curata:Die gute form, nel 1949 a Basilea.

## Bill designer

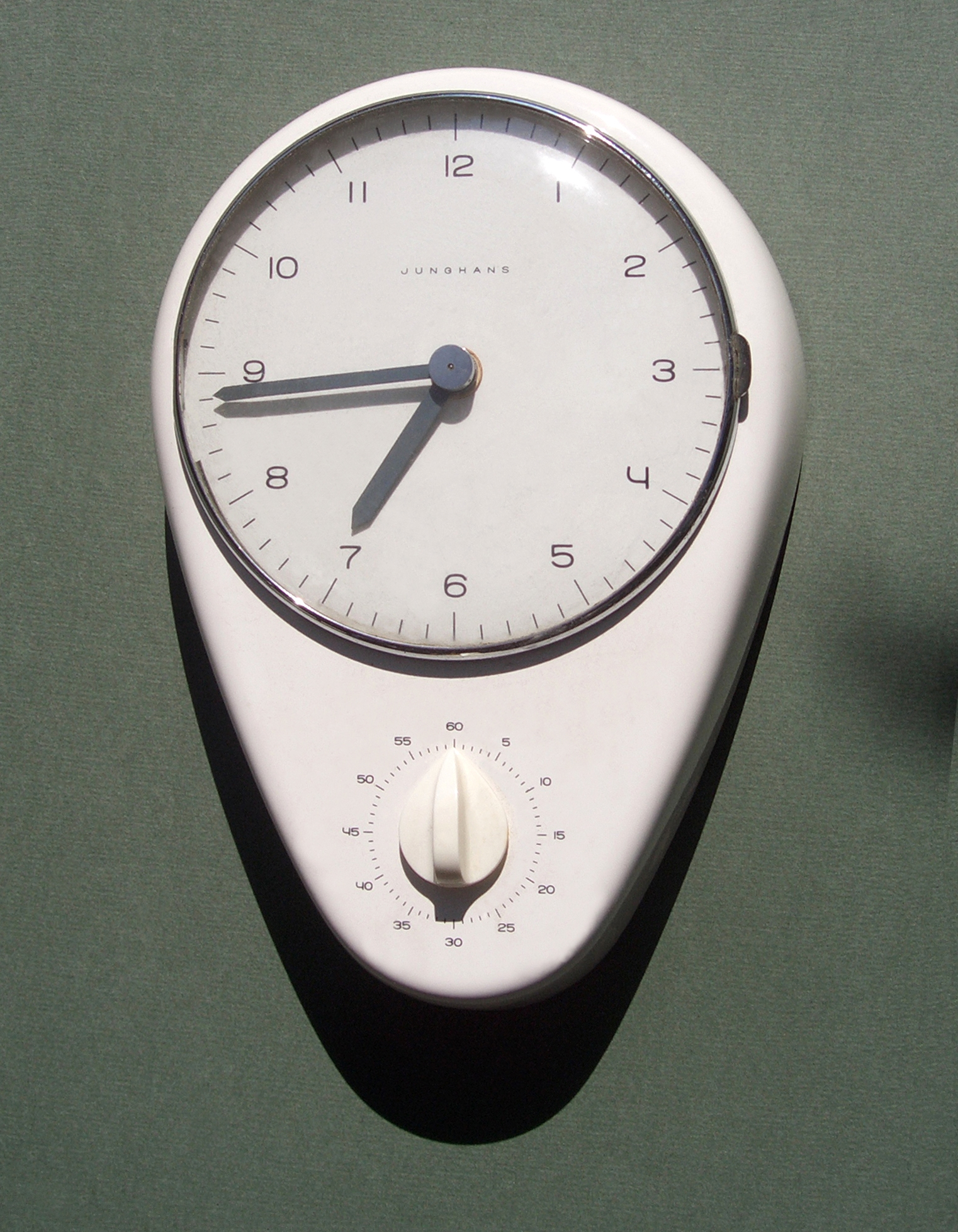
Max Bill: orologio da cucina con timer, 1951.

Bill ebbe in vita grande successo come designer. 
Come l'architettura i suoi oggetti furono improntati ai principi del Funzionalismo e fu l'ispiratore di quella tendenza che, come detto su, fu chiamata Scuola di Ulm. 
Molteplici sono gli oggetti progettati da questo autore, alcuni dei quali sono entrati nel "cult-design" del XX secolo. Tra questi si ricordano i seguenti:
- la macchina da scrivere "Patria" del 1944, produzione artigianale;
- la sedia a tre gambe del 1949, produzione artigianale;
- il tavolo a tre gambe del 1949;
- gli orologi a muro da cucina con timer del 1951, produzione Junghans, in collaborazione con Ernst Möckel;
- lo sgabello a due altezze detto di Ulm (noto internazionalmente col nome in (DE) : Ulmer Hocker), progettato per la HfG nel 1954, in collaborazione con Hans Gugelot;
- orologi a muro da ufficio del 1961, produzione Junghans;
- l'orologio da polso del 1956-1962, produzione Junghans;
- il tavolo quadrato-rotondo del 1949-1960.

Bill disegnò molti altri oggetti tra cui si ricordano i molteplici orologi da polso per Junghans e altre ditte svizzere.

## Bill pittore
Max Bill si impegnò sui due fronti delle arti figurative con analogo approccio ma con risultati distinti e diversi. Fu un artista di punta che ebbe un notevole riscontro e fu uno dei fondatori, se non primo animatore, di quella corrente conosciuta come Astrattismo concreto.
Come pittore, dopo un esordio che toccò diverse correnti legate al Bauhaus, soprattutto a Paul Klee, ebbe un netto interesse verso le composizioni geometriche astratte e le interazioni di colore. 
Dalle composizioni degli anni Quaranta, chiaramente ancorate a De Stijl, Bill si approssima al suo stile personale, ricercando attraverso tentativi a volte divergenti. Di questo periodo si rammenta un quadro come "Illimitato e limitato" del 1947, realizzato con tecnica a spruzzo, assai differente da quelle successive.
È sul finire degli anni Cinquanta che la sua pittura giunse a un punto di feconda creatività.
La sua pittura si espresse in piccole e grandi tele campite da superfici geometriche semplici, rettangoli e triangoli, con giustapposizione di colori primari. Bill fu uno sperimentatore instancabile di composizioni che, al di là di una visione superficiale, dimostrano la infinita versatilità dell'arte astratta.
La tecnica pittorica preferita fu una stesura a spatola. Ciò per ottenere superfici lisce, che nel caso di Bill giungono a tale estrema raffinatezza tecnica dove la fattura a mano si scorge appena.
La sua pittura fu particolarmente adatta ad esprimersi anche attraverso la serigrafia che Max Bill produsse in notevole quantità. La sua opera pittorica Strahlung aus Durchdringung, 1966-1969 è conservata nel Museo cantonale d'arte di Lugano.

## Bill scultore

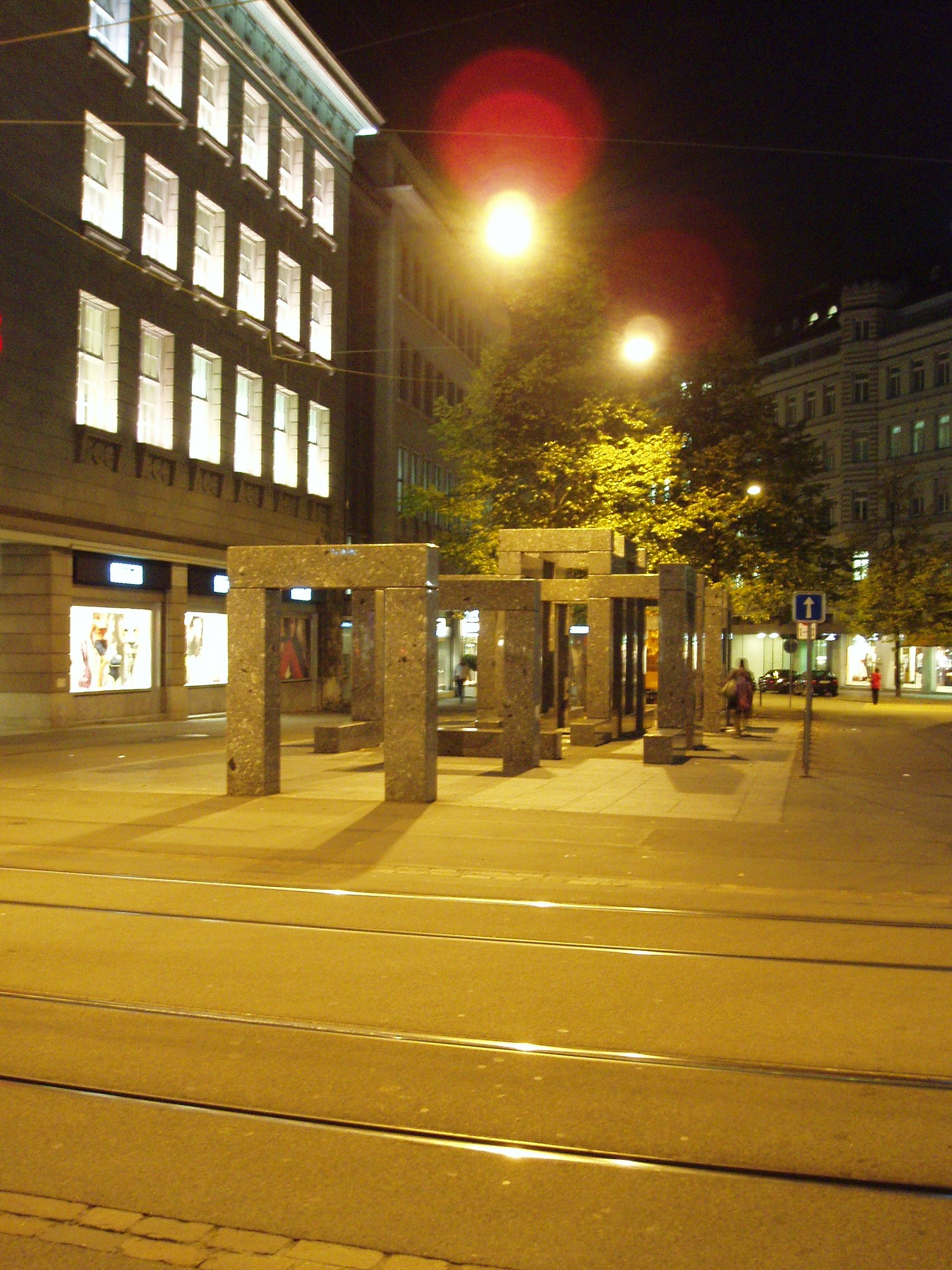
Max Bill: scultura in granito sulla Bahnhofstrasse, Zurigo, 1983.

Come scultore Max Bill ebbe un approccio analogo a quello pittorico ma così distinguibile nei risultati da apparire come l'opera di un altro artista. Egli fu attratto fin dagli anni trenta da geometrie complesse, che producono corpi in torsione nello spazio.
Le tecniche utilizzate sono molto differenziate e vanno dall'ottone alla pietra. Ogni tecnica però produce un diverso adattamento delle idee, come si può evincere confrontando la versione in metallo e quella in granito di "Kontinuität". Quest'ultima è forse la sua scultura più famosa, ripetuta in diverse varianti, che esprime una forma complessa, simile a un nastro di Möbius.

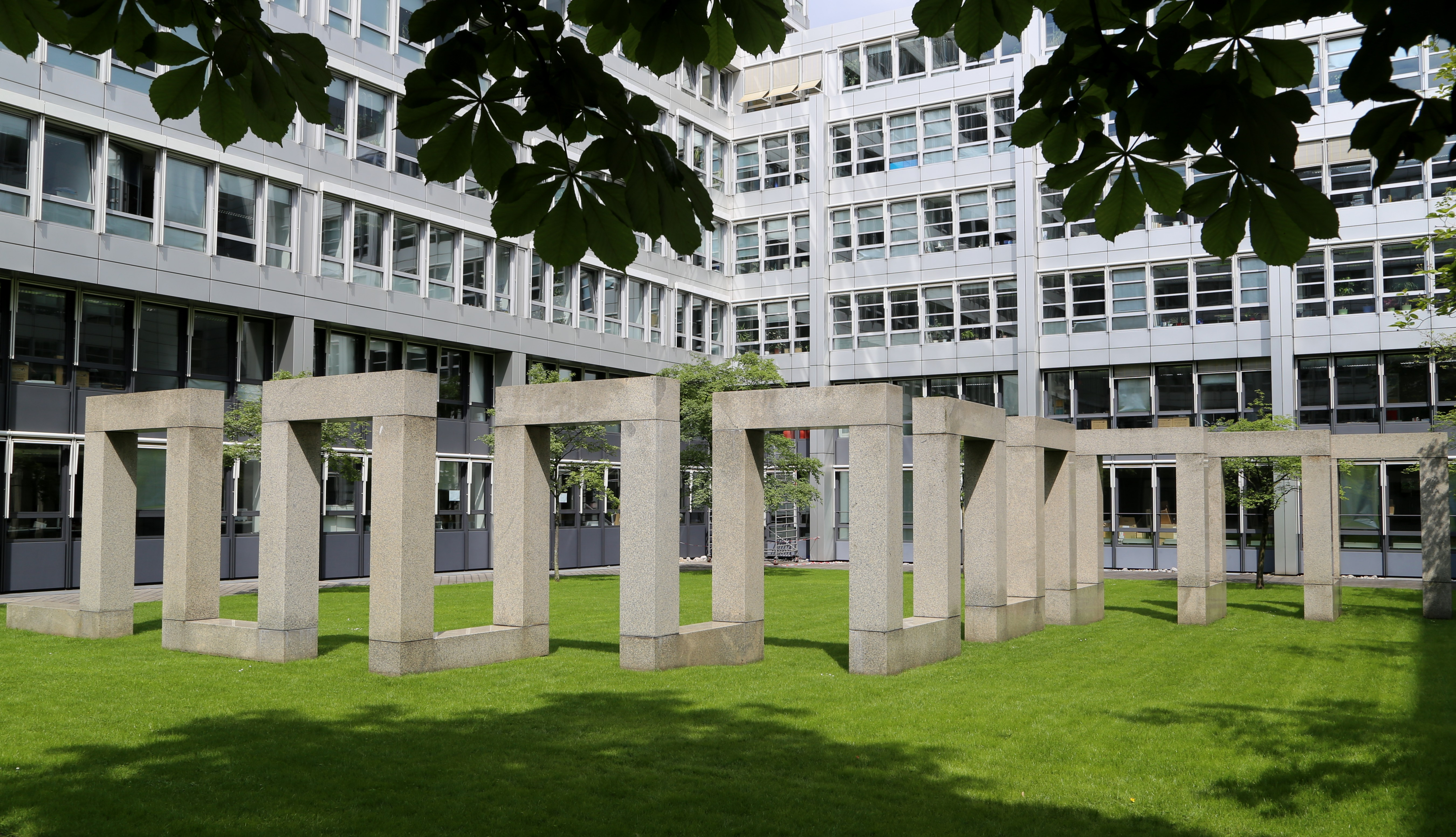
Monumentale scultura in granito in un cortile di Bayerstrasse, Monaco di Baviera, 1994

Negli anni di maturità Max Bill riceve incarichi pubblici per realizzare sculture di grande dimensione. 
In questo ambito creativo si citano le seguenti realizzazioni:
- l'Albert Einstein Monument del 1957- 1982, nella zona pedonale di Ulma;
- il Pavillion-skulptur del 1983 a Zurigo, tra la Bahnhofstrasse e la Pelikanstrasse;
- il Kontinuität del 1983 a Francoforte, per la Deutsche Bank;
- gli obelischi policromi Bildsülen-dreiergruppe del 1989 a Stoccarda, per il centro direzionale della Mercedes-Daimler-Chrysler;
- il Rhythmus im Raum del 1994 a Monaco di Baviera, in un cortile interno di uno degli edifici dell'Ufficio Europeo dei Brevetti.[2]
- Rhythm in Space

## Bill grafico
Max Bill ebbe anche un'attività di grafico: progettò marchi, logotipi, manifesti pubblicitari, impaginazioni di libri e altro, impegnandosi per un rinnovamento della grafica.
Tra i manifesti si ricorda quello delle Olimpiadi del 1972 a Monaco di Baviera.
Tra i libri da lui impaginati si ricorda la serie dell'Opera completa di Le Corbusier, che rimane un capolavoro di composizione editoriale, in catalogo da più di settant'anni.

## Testi dell'autore
Max Bill scrisse molti libri e articoli. Per un'ampia lista degli scritti si rimanda al (DE)  regesto bibliografico nel sito della Fondazione max+bina, jakob Bill.
Si citano di seguito alcuni testi più noti:
- Le Corbusier & Pierre Jeanneret, œuvre complète 1934-1938,  - band 3, Zurigo, Birkhäuser Verlag, 1939, in tedesco, francese e inglese.
- Moderne Schweizer Architectur, Architecture Moderne Suisse, Modern Swiss Architecture, Basilea, 1940, in tedesco, francese e inglese.
- Robert Maillart, Erlenbach-Zurigo, Verlag für Architektur, 1949, in tedesco.
- Mies van der Rohe, Il Balcone, Milano, 1955.
- Die gute Form, Buchdruckerei, Winterthur 1957, in tedesco; tradotto in inglese Good Design: An exhibition by Max Bill, 1949, Lars Muller, Baden,  2001.
- Georges Vantongerloo, Vorwort zum Ausstellungskatalog, Londra, 1962.